# Codringtonia acarnanica
Codringtonia acarnanica es una especie de molusco gasterópodo pulmonado terrestre de la familia Helicidae.

## Distribución geográfica
Es  endémica de Grecia. 